# Acanthurus bariene
Espèce
Synonymes
- Acanthurus kingii Bennett, 1835[1]
- Acanthurus nummifer Valenciennes, 1835[1]
- Hepatus bariene (Lesson, 1831)[1]
- Rhombotides nummifer (Valenciennes, 1835)[1]

Statut de conservation UICN

 LC  : Préoccupation mineure
Acanthurus bariene, communément appelé le Chirurgien à larme, est une espèce de poissons de la famille des Acanthuridae.

## Répartition et habitat
Cette espèce est présente dans l'ouest du Pacifique et dans l'océan Indien, des îles Ryukyu au Japon au sud de la Grande barrière de corail en Australie.

## Description
Acanthurus bariene peut atteindre une longueur totale de 50 cm.

## Étymologie
Son nom spécifique, bariene, reprend le nom local de « barîène » donné aux poissons-chirurgiens sur l'ile de Waigeo (Indonésie).  